# Journal of the Royal Society of Western Australia
Journal of the Royal Society of Western Australia (abreviado J. Roy. Soc. Western Australia) es una revista ilustrada con descripciones botánicas que es editada por la Royal Society of Western Australia. Comenzó su publicación en el año 1924, reemplazando a Journal and Proceedings of the Royal Society of Western Australia
Es la revista oficial de la Royal Society of Western Australia, una sociedad científica de Australia Occidental. Se publica la investigación científica llevada a cabo en el oeste de Australia, o en temas relacionados con el oeste de Australia. Tiene una tirada de más de 600 copias, con cerca de 200 copias en circulación para las instituciones de fuera de Australia, otros 100 ejemplares son distribuidos a las instituciones dentro de Australia, y el resto de copias distribuidas a los miembros de la sociedad.
La revista tiene sus raíces en el Journal and Proceedings of the Mueller Botanic Society of Western Australia, que se publicó desde 1899 hasta 1903. La Sociedad Botánico Mueller se convirtió en  la West Australian Natural History Society en 1903, y desde 1904 hasta 1909, la revista se publicó como Journal of the West Australian Natural History Society. En 1909, la sociedad volvió a cambiar su nombre, convirtiéndose en la Natural History and Science Society of Western Australia, y su revista se publicó posteriormente como Journal of the Natural History and Science Society of Western Australia hasta 1914. En ese año, la Royal Society de Australia Occidental fue establecida, y la revista adoptó su denominación actual.